# Dmitri Zornikov
Dmitri Sergeyevich Zornikov (tiếng Nga: Дмитрий Сергеевич Зорников; sinh ngày 28 tháng 4 năm 1997) là một cầu thủ bóng đá người Nga thi đấu cho F.K. Khimki.

## Sự nghiệp câu lạc bộ
Anh có màn ra mắt tại Giải bóng đá chuyên nghiệp quốc gia Nga cho F.K. Khimki vào ngày 23 tháng 5 năm 2016 trong trận đấu với F.K. Spartak Kostroma.